# Tournefortia pubescens
Tournefortia pubescens là một loài thực vật thuộc họ Boraginaceae. Đây là loài đặc hữu của Ecuador.

## Hình ảnh

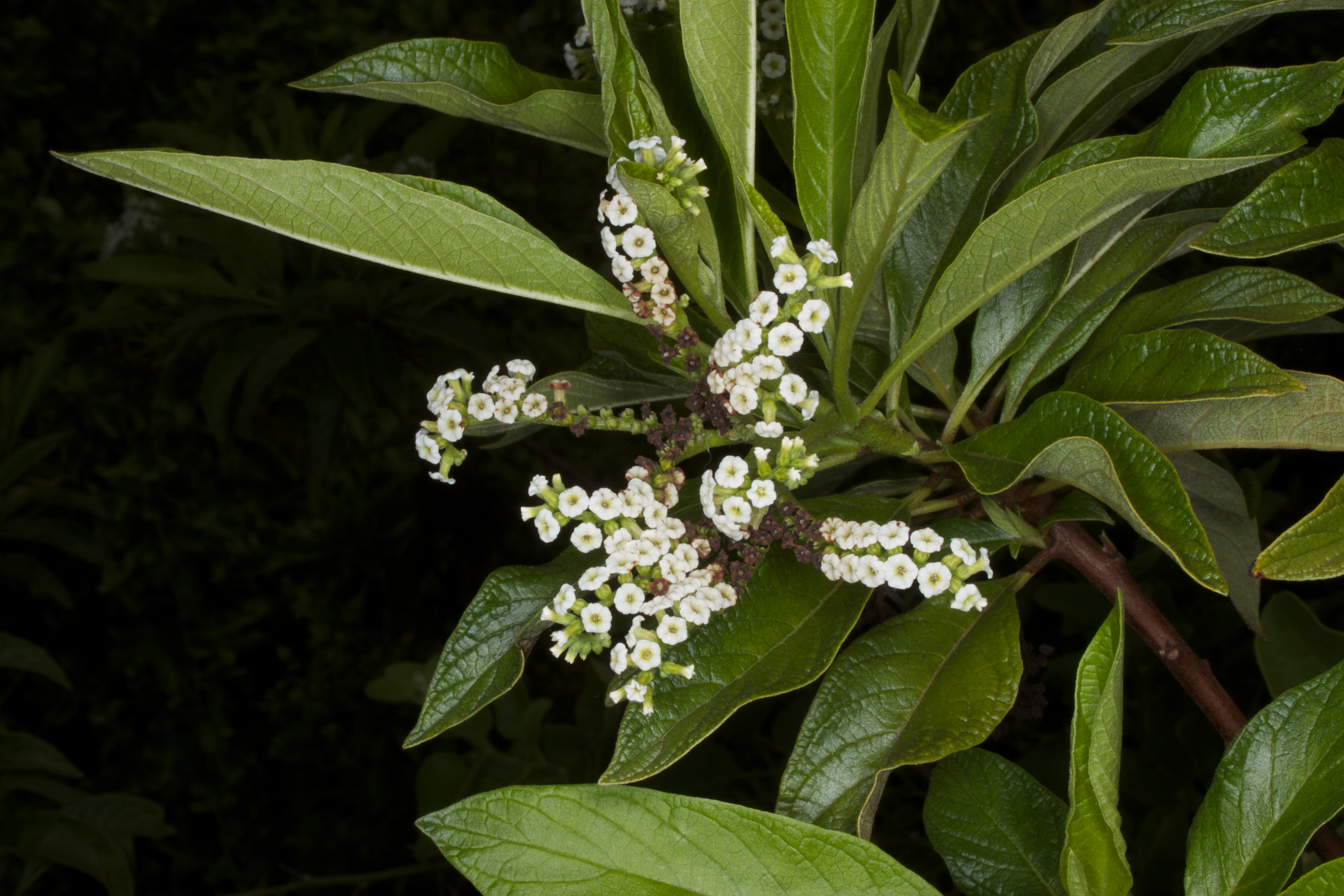